# Jan II Doskonały
Jan II, (port. João II) (ur. 3 marca 1455, zm. 25 października 1495) – król Portugalii w latach 1481–1495. Zwany był Księciem Doskonałym (port. O Príncipe Perfeito).
Wstąpił na tron po swoim ojcu, Alfonsie V, w sierpniu 1481. Jego matką była Izabela, księżniczka Coimbry. Czynił starania przeciwstawienia się nadmiernej potędze arystokracji – o jego metodach świadczą na przykład: egzekucja księcia Bragançy (1483) za sympatyzowanie z Kastylią czy własnoręczne zamordowanie młodego księcia Viseu za spiskowanie. Doprowadził również do zniesienia niektórych przywilejów arystokracji, m.in. contos (zwolnienia niektórych majątków od opodatkowania) czy reguengos (dzierżawy królewszczyzn).
Współzawodnictwo morskie prowadziło do sporów między Portugalią i Kastylią, do czasu uregulowania wzajemnych roszczeń w traktacie z Tordesillas 7 czerwca 1494.
Wspierając odkrycia geograficzne, wysyłał on ekspedycje lądowe do Indii i Etiopii w poszukiwaniu legendarnego chrześcijańskiego królestwa Księdza Jana, a także wysłał statek za Przylądek Północny. Jan II w wyniku negatywnej opinii komisji morskiej odmówił sfinansowania wyprawy proponowanej przez Krzysztofa Kolumba do Indii przez Ocean Atlantycki. Organizował własne wyprawy w poszukiwaniu wschodniej drogi morskiej do Indii. Za jego panowania Diogo Cão dotarł do ujścia rzeki Kongo (1484), a Bartolomeu Dias opłynął Przylądek Dobrej Nadziei (1488).
Jan II zmarł w 1495 roku. 

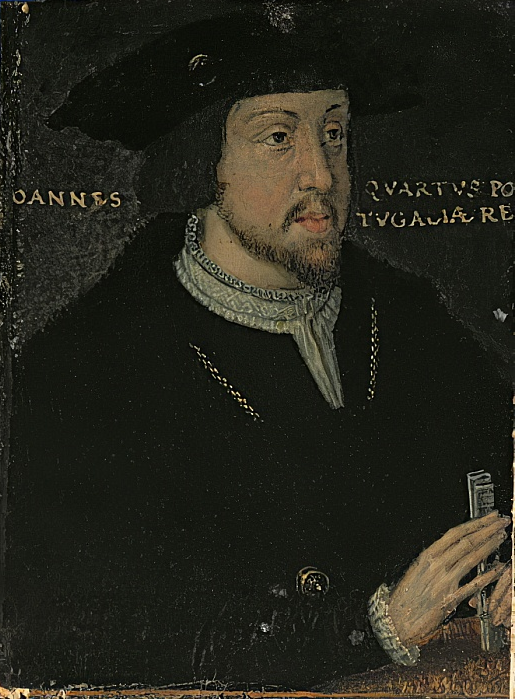
Jan II Doskonały

Po nim na tron wstąpił jego cioteczny brat, Manuel I.

## Potomstwo
Z żoną Eleonorą, księżniczką Viseu (1458–1525), infantką Portugalii, poślubioną w styczniu 1471, Jan miał dwóch synów:
- Afonso (1475–1491), zmarłego na skutek upadku z konia,
- Jana (1483).

Z Aną de Mendonça (ok. 1460–?), Jan miał syna Jorge de Lencastre (1481–1550), księcia Coimbry. Z Brites Anes (ok. 1460–?) – miał córkę Brites Anes de Santarém (ok. 1485–?).